# Richmond Landon
Richmond Wilcox Landon, detto Dick (Salisbury, 20 novembre 1898 – Lynbrook, 13 giugno 1971), è stato un altista statunitense.

## Palmarès
| Anno | Manifestazione | Sede    | Evento        | Risultato | Misura  | Note            |
| ---- | -------------- | ------- | ------------- | --------- | ------- | --------------- |
| 1920 | Olimpiadi      | Anversa | Salto in alto | Oro       | 1,936 m | Record olimpico |